# Roman Blahník
Roman Blahník   (Plzeň, 2 de febrer de 1897 - Zbraslav, 22 de desembre de 1966) va ser un compositor, pianista i mestre de capella txec. També jugà com a futbolista en la seva joventut.

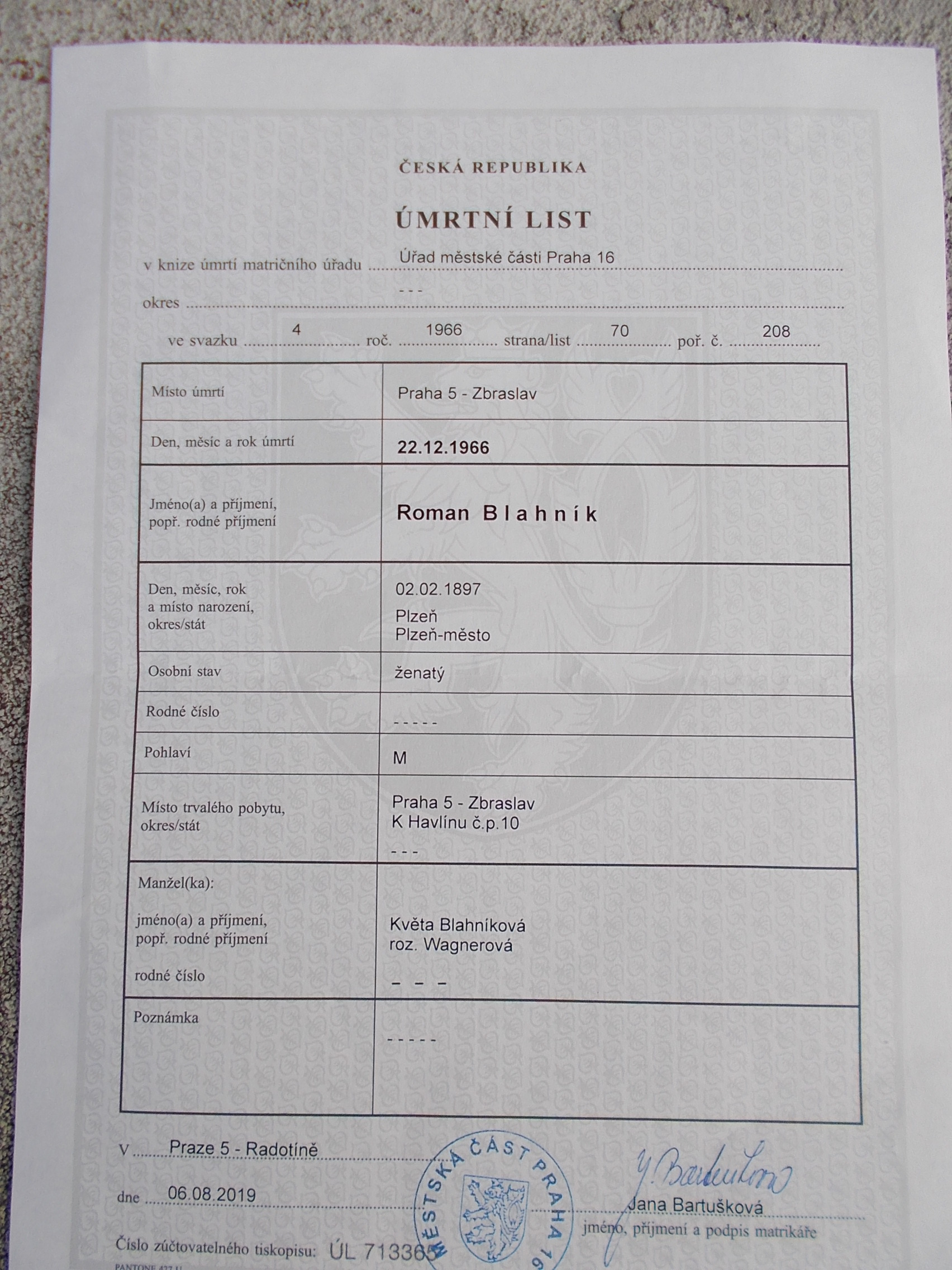
Certificat de defunció de Roman Blahník.

En la seva etapa formativa va estudiar piano amb Stanislav Suda i del 1913 al 1915 orgue amb Josef Klička al Conservatori de Praga. Durant la Primera Guerra Mundial va treballar en música militar a Hongria com a arpista i acordionista. Després es va graduar al departament de composició del Conservatori de Praga amb Josef Bohuslav Foerster (1921). També va estudiar piano en privat amb Jan Heřman i composició amb Josef Suk i Jaroslav Řídký. Del 1921 al 1922 formà part de la companyia de teatre de Plzeň i va fer una gira per Egipte i Espanya amb el quartet. També treballà com a pianista i cap d'orquestra en sales de ball, per la qual cosa també fou un gran compositor de música de ball. A partir de la segona meitat de la dècada de 1930, va centrar-se principalment en la creació d'operetes, com Amant emmascarada i música cinematogràfica. La seva suite A la Natura (1934), interpretada a Praga (1943), Bucarest, Oslo i Múnic, va destacar en el camp de la música clàssica. També va compondre dos ballets (Petrklíče, Nagaiana) i una òpera Bratrstvo.
Durant la seva joventut practicà el futbol. Entre d'altres equips destacà a MTK Budapest FC i SK Slavia Praga. Durant la seva estada a Barcelona jugà diversos partits amistosos amb el RCD Espanyol.

## Obra
Composicions orquestrals
- Furiant, op. 23
- A la natura (1934)
- Rapsòdia per a piano i orquestra
- Ball popular
- Exèrcit invicte - música per a la pel·lícula
- Suite Oriental
- Ball de punyal
- Llegenda 56

Operetes
- Gentleman Johny o el Cavaller Blanc; paraules de Saša Razov i Karel Hrnčíř (1938)
- Mercat de caprici; paraules de Jaroslav Moravec i Karel Hrnčíř
- Luciana
- Nas de Lord Gilbert
- Feliç coincidència; paraules de Jan Snížek i Josef Chlumecký (1940)
- Amant emmascarada; opereta en 3 actes a llibret propi (1946)

Altres obres musicals dramàtiques
- Petrklíče; ballet basat en el poema del mateix nom de Svatopluk Čech (1951)
- Bratrstvo; òpera amb llibret propi basada en la novel·la homònima d'Alois Jirásek (1951-52)
- Nagaiana; ballet (1956)

Música per a pel·lícules
- Virginitat (1937)
- La moralitat sobretot (1937)
- El Senyor i el Servent (1938)
- Exèrcit invicte (coautor Karel Hašler, 1938)
- L'avi contra la seva voluntat (1939)
- Viatge a les profunditats de l'ànima de l'estudiant (1939)
- Conegueu el vostre marit (1940)
- Tia (1941)
- Papallona nocturna (també s'utilitza música de Johann Strauss) (1941)
- Peix sec (1942)
- Ballarins (1943)